# کوسه راسویی اطلس
کوسه راسویی اطلس (نام علمی: Paragaleus pectoralis) نام یک گونه از تیره کوسه‌های راسویی است.